# Lockheed XP-49
Le Lockheed XP-49 (Model 522 du constructeur) est une version améliorée du P-38 Lightning en réponse à un appel d'offres 39-775 de l'United States Army Air Corps pour un avion de chasse. Destiné à être équipé du nouveau moteur à 24 cylindres Pratt & Whitney X-1800, ce projet, qui doit être globalement similaire au P-38, se voit assigner la désignation XP-49, tandis que le Model G-46 concurrent de Grumman est classé à la deuxième place et désigné XP-50.